# Игамбердиев, Кадирали
Кадирали Игамбердиев (узб. Qodirali Egamberdiev; 1894, Андижанский уезд, Ферганская область, Туркестанский край, Российская империя — неизвестно, Алтынкульский район, Узбекская ССР) — звеньевой колхоза имени Калинина Алтын-Кульского района Андижанской области, Узбекская ССР. Герой Социалистического Труда (1949).

## Биография
Родился в 1894 году в крестьянской семье в одном из сельских населённых пунктов Андижанского уезда. Во время коллективизации вступил в местную сельскохозяйственную артель по совместной обработке земли, которая в последующем была преобразована в колхоз имени Калинина Алтын-Кульского района. Председателем этого колхоза был Сайфутдин Ашуров. С конца 1940-х годов возглавлял звено виноградарей.
В 1948 году звено под его руководством собрало в среднем с каждого гектара по 200,3 центнера винограда на участке площадью 3 гектара поливных виноградников. Указом Президиума Верховного Совета СССР от 12 июля 1949 года удостоен звания Героя Социалистического Труда за «получение высоких урожаев винограда в 1948 году» с вручением ордена Ленина и золотой медали «Серп и Молот» (№ 4168).
После выхода на пенсию проживал в Алтынкульском районе. Дата смерти не установлена.